# Asioplax numinuh
Asioplax numinuh är en dagsländeart som beskrevs av Wiersema, Mccafferty och Baumgardner 2001. Asioplax numinuh ingår i släktet Asioplax och familjen Leptohyphidae. Inga underarter finns listade i Catalogue of Life.